# Kolossi
Kolossi ist eine Niederungsburg ein paar Kilometer außerhalb der Stadt Limassol am südwestlichen Rand des Dorfes Kolossi im Bezirk Limassol in der Republik Zypern.

## Geschichte
Die Burg war für die Verwaltung des südlichen Zyperns von großer strategischer Bedeutung und diente zudem als Lager von Zucker, einem der wichtigsten Exportgüter Zyperns im Mittelalter. Die ursprüngliche Burg wurde wahrscheinlich im Jahre 1210 von fränkischen Truppen erbaut. Das Land wurde von König Hugo III. an die Ritter des Johanniterordens übergeben. Von 1306 bis 1310 waren die Templer unter der usurpierten Herrschaft Amalrichs Besitzer der Burg, ehe sie wieder an die Johanniter zurückfiel. Die heutige Burg wurde im Jahre 1454 von den Johannitern unter dem Großkomtur Louis de Magnac erbaut. Heute sind von der Burg noch der Wohnturm und die ehemalige Zuckermühle sowie Teile der umgebenden Mauern erhalten.
Als Burgkapelle diente die benachbarte Kirche Agios Eustathios.